# Szczetkino (rejon diemidowski)
Szczetkino (ros. Щеткино) – wieś (ros. деревня, trb. dieriewnia) w zachodniej Rosji, w osiedlu wiejskim Titowszczinskoje rejonu diemidowskiego w obwodzie smoleńskim.

## Geografia
Miejscowość położona jest na południowo-wschodnim brzegu jeziora Akatowskoje, 1,5 km od drogi regionalnej 66N-0505 (Diemidow – Chołm), 23 km od centrum administracyjnego osiedla wiejskiego (Titowszczina), 22,5 km od centrum administracyjnego rejonu (Diemidow), 45 km od stolicy obwodu (Smoleńsk), 51 km od granicy z Białorusią.
W granicach miejscowości znajdują się ulice: Bieriegowaja, Chołmowskaja, 1-ja Nowaja, 2-ja Nowaja.

## Demografia
W 2010 r. miejscowość zamieszkiwało 10 osób.

## Historia
W czasie II wojny światowej od lipca 1941 roku wieś była okupowana przez hitlerowców. Wyzwolenie nastąpiło we wrześniu 1943 roku.
Na mocy uchwały z dnia 28 maja 2015 roku wszystkie miejscowości (w tym Szczetkino) zlikwidowanej jednostki administracyjnej Pieriesudowskoje weszły w skład osiedla wiejskiego Titowszczinskoje.